# Nijō Yoshizane
Nijō Yoshizane (japonès: 二条良実)  (1216 - 11 de gener de 1271) va ser un noble de la cort a mitjans del període Kamakura. Era conegut comunament com a Fukumitsuen Kanpaku. El funcionari de més alt rang era el canceller de primer rang i el ministre d'esquerres.
Era el segon fill del regent i ministre d'esquerres, Michiie Kujo, i la seva mare era filla del gran ministre d'estat, Kintsune Saionji. El seu germà gran va ser el regent i ministre de l'esquerra Kujo Norizane, els seus germans petits van ser el quart shogun Kamakura Fujiwara no Yoritsune i el regent i ministre de l'esquerra Ichijo Sanetsune, i els seus fills van ser el ministre de l'esquerra Nijo Michiyoshi, Gon Dainagon Nijo Noriyasu, el regent i ministre de l'esquerra Nijo Michitada, el no conseller Nijo Tsunemichi, i el regent i ministre de l'esquerra Nijo Kanemoto.

## Biografia
Com que el seu pare i el seu avi matern eren figures poderoses a la Cort Imperial, va ser ascendit a Tercer Rang Júnior a la jove edat de 15 anys i es va convertir en Ministre de l'Interior als 20. Tanmateix, el seu pare, Michiie, no sentia gaire estima per Yoshizane, i en canvi va començar a afavorir el seu germà petit, Ichijo Saneyuki. No obstant això, en aquell moment a la Cort Imperial, el seu avi, Kintsune Saionji, que era el Kanto Shinji, tenia més habilitat que Doka, i el 1242, l'any que l'emperador Gosaga va ascendir al tron, Doka va ser nomenat Kanpaku (regent) per recomanació de Kintsune.
La relació entre les famílies Kujo i Saionji també es va veure afectada per les accions de Yoshizane. Després que l'emperador Gosaga ascendís al tron, Saionji Kintsune va ignorar Michiie i va aconseguir que la seva neta, Shoshi, entrés a la cort de l'emperador i es convertís en l'emperadriu, cosa que va convertir la relació de cooperació amb el seu gendre, Michiie, en un conflicte; tanmateix, això va ser possible gràcies al fet que el seu net, Yoshizane, estava del seu costat, cosa que li va permetre evitar una confrontació total amb el clan Fujiwara. A més, en casar Yoshizane amb la seva tieta, Shijo Sakiko, el fill gran de Kintsune, Saneuji, i Yoshizane es van convertir en cunyats.
Tanmateix, després de la mort de Kintsune, la Cort Imperial va passar a mans de Michiie, i com a resultat, quan es va decidir el gener de 1246 que l'emperador Gofukakusa abdicaria, Kintsune, per ordre del seu pare, es va veure obligat a lliurar el càrrec de regent a Sanetsuchine.
El mateix any a Kamakura, va ocórrer un incident en què es va descobrir per endavant un complot de Mitsutoki Nagosh del clan Hojo per donar suport a l'antic shogun, Yoritsune, en una rebel·lió contra el regent, Tokiyori Hojo, i els implicats van ser castigats (el Disturbi del Palau Imperial). Yoritsune va ser enviat de tornada a Kyoto, i com a resultat d'aquest incident, el seu pare Michiie també es va veure obligat a abandonar la Cort Imperial, i com a resultat, Sanetsune també es va veure obligat a dimitir del seu càrrec de regent. Yoshizane no va ser inclòs en el càstig en aquest moment perquè estava allunyat del seu pare, però Michiie sospitava que Yoshizane havia estat conspirant amb Tokiyori per difamar-los, i va repudiar Yoshizane.
Després de la mort de Michiie, va recuperar el poder i va tornar a ser regent el 1261. A més, Sanetomo també va ignorar el testament del seu pare i es va reconciliar amb Yoshizane. El 1265, va cedir el càrrec de Kanpaku al seu germà petit, Sanetomo, però va continuar tenint el poder real a la Cort Imperial com a Nairan. L'11 de novembre de 1270, a causa d'una malaltia, es va fer monjo i va prendre el nom de Gyoku, i va morir el 29 del mateix mes a l'edat de 55 anys. Nom budista: Fukkoen-in.
Com que Yoshizane tenia la seva residència al palau Nijo-Kyogoku, el llinatge de les cinc famílies Sekke que tenien Yoshizane com a fundador es va anomenar família Nijo. No obstant això, segons registres d'aquella època com ara el "Hirado-ki", es va confirmar que la residència de Yoshizane era Nijo Tomikoji.

## Història dels càrrecs i rangs oficials
La data es basa en el calendari lunar.
- Karoku 2 (1226) - El 13 de desembre va arribar a la majoria d'edat i se li va atorgar el rang de Cinquè Rang Júnior. Nomenat camarlenc el 16 de desembre.
- Karoku 3 (1227) - El 26 de gener va ser ascendit a Ukon'e Shosho. El 25 de desembre va ser ascendit a tinent general de la Guàrdia Dreta.
- 1228 (2n any d'Ansei) - El 5 de gener, va ser ascendit a Quart Rang Júnior, Grau Inferior, i la seva posició com a Capità Mig de la Guàrdia Dreta va romandre sense canvis.
- L'1 de febrer, també va servir com a Harima no Suke.
- 1229 (3r any d'Ansei) - El 5 de gener, va ser ascendit a Quart Rang Júnior, Grau Inferior, i la seva posició com a Capità Mig de la Guàrdia Dreta va romandre sense canvis.
- Després que es canviés el nom de l'era, va ser ascendit a tercer rang júnior el 29 d'octubre de 1261, i el seu càrrec de capità mitjà de la Guàrdia Dreta va romandre sense canvis.
- 1230 (2n any de l'era Kanki) - 24 de gener, també va esdevenir governador d'Iyo. El 8 de febrer va ser ascendit a tercer rang júnior, i les seves posicions com a Ukon'e Chujo i Iyo Gonnokami van romandre com abans.
- 1231 (3r any de l'era Kanki): el 6 de març va ser ascendit a segon rang júnior, i els seus càrrecs com a capità mitjà de la Guàrdia Dreta i governador d'Iyo van romandre sense canvis. El 25 de març va ser ascendit a Gon Chunagon, però el seu càrrec com a Ukon'e Chujo va romandre com abans. El 29 d'abril va ser ascendit a Shonii (Segon Rang Sènior), i els seus títols de Gon Chunagon i Ukon'e Chujo van romandre sense canvis. El 28 d'octubre, també va exercir com a príncep hereu Gon no Daibu (ministre adjunt del príncep hereu) del príncep Hidehito.
- El 4 d'octubre de 1232, el príncep Hidehito va ascendir al tron (emperador Shijo) i va deixar d'ocupar el càrrec de príncep hereu Gondaibu.
- 1233 (2n any de l'era Joei) - El 8 d'abril, va esdevenir el capità esquerre de la Guàrdia Imperial i també el capità mitjà de la Guàrdia dreta.
- Bunryaku 2 (1235) - El 17 de juny va ser ascendit a Dainagon provisional, però la seva posició com a Sakonoe Daisho va romandre sense canvis. El 2 d'octubre va esdevenir ministre de l'Interior. El 3 d'octubre, el Gran Comandant Esquerre de la Guàrdia va tornar a la normalitat.
- 1236 (2n any de l'era Katei) - 9 de juny, va ser ascendit al primer rang i es va convertir en Ministre de la Dreta, i el seu càrrec com a Capità Esquerre de la Guàrdia Imperial va romandre sense canvis.
- 1238 (4t any de l'era Katei) - 26 de gener: Dimiteix del seu càrrec de Cap de la Guàrdia Esquerra. El 24 de juliol va ser ascendit al càrrec de ministre d'Esquerra.
- Ninji 3 (1242) - El 20 de gener va ser nomenat regent i cap del clan Fujiwara. La posició del ministre d'esquerres es va mantenir inalterada.
- 1244 (2n any de Kangen) - 1 de juny: Dimiteix del seu càrrec de Ministre de l'Esquerra.
- 1246 (4t any de Kangen) - 28 de gener: Dimiteix del seu càrrec de regent.
- 1261 (primer any de l'era Kocho) - El 29 d'abril va ser nomenat de nou regent.
- Bun'ei 2 (1265) - 18 d'abril: Dimiteix del seu càrrec de regent. La presentació es va anunciar el 16 de juliol.
- Bun'ei 5 (1268) - 27 de desembre: Retirat del càrrec d'inspector.
- Bun'ei 7 (1270) - L'11 de novembre es va convertir en monjo i va prendre el nom de Gyoku. Va morir el 29 de novembre.

## Genealogia
- Pare: Michiie Kujo
- Mare: Saionji Osako (filla del primer ministre Saionji Kintsune)
- Esposa: Shijo Sako (filla de Gon Dainagon Shijo Takahira)
  - Fill gran: Michiyoshi Nijō (1234-1259)
  - Habitació: (Dona que no és parent del regidor/a)
  - Tercer fill: Nijō Michitada (1254-1341) - va esdevenir el successor
- Esposa: (Filla del no regidor Fujiwara Takayasu)
  - Segon fill: Nijō Noriyoshi (1234-?) - Va establir una branca familiar
- Sala: Fujiwara Yoko (Major general d'esquerra Fujiwara Motonobu)
  - Fill: Nijō Kanemoto (1267-1334) - Adoptat per Nijō Michitada i va succeir el cap de família.
- Mare biològica desconeguda
  - Quart fill: Nijō Tsunemichi (1255-?)
  - Masculí: Nijō Tsunetada
  - Home: Dogen (1237-1304) - 10è monzeki de Shoren-in, cap de Tendai, emperadriu júnior
  - Nois: Doyu (1256-1309) - Oficial en cap del temple Onjoji, Kumano Sanzan Kengyo, Jun Sango
  - Home: Jingen - Cap de sacerdots del temple Honkaku-in
  - Home: Dojun - Sacerdot principal de Tendai, sacerdot principal de Honkaku-in
  - Nois: Ryoho
  - Masculí: Dojo
  - Filla: filla adoptada de Kinchika Sanjo, esposa de Kinko Tokudaiji, mare de Sanetaka
  - Filla: Esposa de Minamoto no Hikohito, mare del príncep Tadafusa